# Heliconius dentata
Heliconius dentata är en fjärilsart som beskrevs av Heinrich Neustetter 1907. Heliconius dentata ingår i släktet Heliconius och familjen praktfjärilar. Inga underarter finns listade i Catalogue of Life.